# Biblioteca universitaria di Padova
La Biblioteca Universitaria di Padova è la più antica delle biblioteche universitarie italiane: fu infatti istituita nel 1629 dalla Repubblica veneta a «commodo» e «decoro» e «ornamento maggiore» dello Studio patavino, l'antica Università degli Studi di Padova.
La biblioteca possiede oltre 700.000 volumi tra cui oltre 3.000 manoscritti e 1.500 incunaboli, circa 10.000 cinquecentine e una ricca collezione di periodici dell'Ancien régime ed atti accademici.
Oggi è una biblioteca pubblica statale, organo periferico del Ministero della Cultura.

## Storia
La nascita della Biblioteca si deve agli sforzi di colui che ne fu anche il primo bibliotecario, l'umanista Felice Osio, ideatore e principale sostenitore dell'istituzione a Padova di una moderna struttura bibliotecaria in funzione dell'Università. Il Senato veneto accolse le proposte dell'Osio, istituendo la biblioteca con decreto del 5 luglio 1629 e affidandone l'organizzazione ai Riformatori dello Studio di Padova.
Con le “Regole” del 1631 venne assicurato l'incremento del patrimonio librario grazie ai proventi della cassa dottorati, in cui dovevano confluire le tasse imposte ai laureandi e ai professori di nuova nomina. Venne inoltre esteso alla nuova biblioteca il diritto di stampa, già riconosciuto alla Biblioteca Marciana dal 1603, con il quale gli stampatori dello stato veneto erano tenuti al deposito obbligatorio della copia di ogni stampato.
Alla formazione delle raccolte nel corso del Sei e del Settecento contribuì anche l'acquisizione di biblioteche private dei docenti, tra cui quelle del giurista Bartolomeo Selvatico (1631), del matematico Bartolomeo Sovero (1632), dei medici Pompeo Caimo (1636) e Giacomo Zabarella (1646), del giurista Giovanni Battista Rainis (1725) e del botanico Felice Viali (1727).

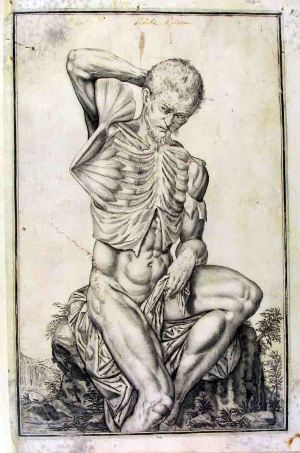
Casseri, Tabulae anatomicae, (S.l., s.t., 16..) - Biblioteca Universitaria Padova

Nel 1773 fu nominato bibliotecario interinale Simone Stratico, professore di matematica e nautica e uomo sensibile alle idee illuministe, che tenne l'incarico per circa un decennio dedicandosi a modernizzare e razionalizzare il funzionamento della Biblioteca. Fu un periodo fecondo di innovazioni: tra le nuove acquisizioni è da ricordare l'acquisto (1773) dei circa 5.000 volumi della biblioteca di Giovanni Battista Morgagni, anatomico morto nel 1771 e il deposito dei volumi della Natio Polona (1766) per interessamento del Prof. Pietro Busenello. Fu compilato inoltre, tra il 1773 e il 1776, a cura del bibliotecario Angelo Antonio Fabbro, il nuovo catalogo alfabetico generale per autore. Per effetto di questa gestione, tra il 1773 e il 1776 la consistenza della biblioteca passò da 13.000 a 40.000 titoli. Confluirono ancora negli ultimi decenni del Settecento la biblioteca del naturalista Antonio Vallisneri e i libri a stampa del monastero padovano dei Canonici Lateranensi di San Giovanni da Verdara, soppresso nel 1783.
Significativi sono di questo periodo gli acquisti di periodici e atti accademici italiani e stranieri che permisero all'Universitaria di dare vita al più ricco fondo di periodici dell'“ancien régime” (secoli XVII-XVIII) in ambito veneto ed uno dei più importanti a livello italiano. Dopo la caduta della Repubblica Veneta, nel 1797,  la biblioteca fu chiusa e riaprì solo nel 1805. Successivamente, in seguito alla soppressione delle Corporazioni religiose per opera di Napoleone, furono acquisiti in gran numero manoscritti, incunaboli e libri a stampa provenienti dalle librerie di circa 40 monasteri e conventi delle Province venete, tra cui quelli degli eremitani e dei francescani di Padova e dei benedettini di Santa Giustina di Padova e di San Giorgio Maggiore di Venezia.
Con la seconda ondata di soppressioni, nel 1867, dopo l'unificazione nazionale, si registrò un nuovo consistente incremento del patrimonio librario, con l'ingresso di oltre 13.000 opere.
Tra Sette e Ottocento fu acquisita la biblioteca della Natio Germanica, la più importante tra le corporazioni degli studenti dello Studio; successivamente il dono di Antonio Valsecchi (1867) e il legato del naturalista Tomaso Catullo (1872).
Fra le acquisizioni del XIX e il XX secolo sono da segnalare, nel campo del diritto, i doni Morelli e Sacerdoti, nel campo scientifico i doni Orto Botanico, Minich, Albertotti, Canestrini, Scorza e la Raccolta Benvenisti e, per quanto attiene alla storia veneta, i doni Musatti e Cessi. Infine di particolare importanza la raccolta Morpurgo (1.300 opere riguardanti storia e letteratura dei popoli semiti), l'ex biblioteca del Presidio Militare e il fondo Ardigò (manoscritti del filosofo positivista Roberto Ardigò e circa 2.200 volumi appartenuti allo stesso e al suo discepolo Giovanni Marchesini, acquisiti nel 1984). Con decreto del 1909 le biblioteche universitarie furono staccate dalle università di appartenenza ed assegnate al Ministero della pubblica istruzione e infine (1974) al Ministero per i beni culturali e ambientali di nuova istituzione.
Il ruolo di biblioteca titolare del diritto di stampa venne mantenuto nel tempo, ma, in seguito alla legge 7 luglio 1910 n. 432, fu limitato all'ambito della provincia di Padova; in seguito, in base alla legge 15 aprile 2004 n. 106 e relativo regolamento attuativo, sono stati individuati come istituti depositari per il deposito legale nella provincia di Padova la Biblioteca Universitaria di Padova e il Consorzio Biblioteche Padovane Associate di Abano Terme.

## La sede

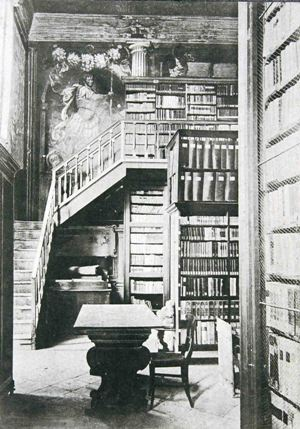
La Biblioteca nella vecchia sede presso la Sala dei Giganti - Biblioteca Universitaria Padova

La prima sede della Biblioteca furono alcune stanze presso l'ex convento dei Gesuiti in località Pontecorvo (nei locali dell'Ospedale), concesse dal vescovo di Torcello, Marco Zeno ai Riformatori; tuttavia già nel 1631, morto l'Osio nella pestilenza, la biblioteca fu trasferita dal capitano Alvise Vallaresso alla prestigiosa Sala dei Giganti del palazzo prefettizio, nell'attuale piazza Capitaniato, dove rimase fino al 1912, quando venne trasferita nella nuova ed attuale sede. Si tratta del primo edificio realizzato in Italia con criteri moderni appositamente per uso bibliotecario. Il progetto fu realizzato dall'ing. Giordano Tomasatti ed è soggetto alla normativa della legge di tutela (l. 1 giugno 1939, n. 1089) perché considerato “pregevole manufatto d'interesse storico-artistico”, tanto da essere pubblicato nel Manuale dell'architetto di Daniele Donghi nel 1930.

## Il patrimonio librario
I manoscritti sono 3.014, i più antichi risalenti al secolo XI, in prevalenza di argomento storico e teologico, ma sono rappresentate anche letteratura, filosofia, giurisprudenza, medicina e matematica. Tra i più importanti:
- il De civitate Dei di s. Agostino, appartenuto al vescovo Ildebrandino Conti, che presenta un distico composto dal Petrarca e scritto di suo pugno, proveniente dalla biblioteca degli Eremitani di Padova,
- l'Itinerario, autografo di Marin Sanudo, che descrive il viaggio compiuto dal Sanudo nel 1483 con i Sindaci di terraferma attraverso il dominio veneziano, corredato da disegni a penna di città e castelli e pervenuto dalla biblioteca benedettina di S.Giorgio Maggiore di Venezia,
- i frammenti musicali, tramandati da alcuni codici del monastero benedettino di S.Giustina, che attestano il ruolo di Padova nella produzione arsnovistica di fine Trecento-primo Quattrocento,
- diversi codici miniati, che documentano la ricchezza e la complessità degli apporti decorativi nei manoscritti di provenienza monastica,
- il fondo settecentesco di disegni navali, che testimonia l'evoluzione della progettazione e delle tecniche di costruzione delle navi nell'ultimo secolo della Repubblica veneta.

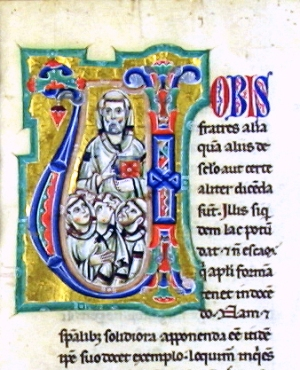
S. Bernardo, Sermones in Cantica canticorum. Ms. 687 (sec. XIII, prima metà) - Biblioteca Universitaria Padova

La prima produzione a stampa è documentata da 1.136 edizioni del Quattrocento, alcune in più copie, per complessivi 1.589 incunaboli. Da segnalare in particolare l'esemplare della novella Ippolito e Leonora, databile al 1471, con la nota manoscritta che ha permesso di assegnare l'edizione a Lorenzo Canozi da Lendinara, prototipografo padovano.
Notevoli inoltre i volumi di Matteo Bosso (Firenze 1491 e Bologna 1495), stampati su pergamena e miniati, e quelli finemente decorati da Antonio Maria da Villafora, come l'esemplare delle Epistole di s. Paolo (Parigi 1499).
Si contano 9.622 cinquecentine e oltre 100.000 edizioni dei secoli XVII-XVIII: grande importanza rivestono in particolare le opere di medicina e di astronomia.
Notevole il first folio di Shakespeare, l'opera omnia stampata postuma a Londra nel 1623, estremamente rara nelle biblioteche europee fuori d'Inghilterra, che presenta annotazioni seicentesche riferibili alla messa in scena di alcuni drammi da parte di una compagnia teatrale.
Tra le edizioni di pregio è in particolare degna di menzione la Gerusalemme liberata del Tasso (Venezia 1745), illustrata dal Piazzetta, e i capolavori tipografici di Giambattista Bodoni.
Tra i fondi notevoli quello dei libri armeni, prodotti per lo più dalla tipografia dell'isola veneziana di S. Lazzaro, e quello dei libri ebraici, provenienti per la maggior parte dalla raccolta Morpurgo.
Importante infine la dotazione relativa alla stampa periodica nazionale ed estera: in particolare il nucleo costituito dai periodici dell'ancien régime e la serie delle pubblicazioni accademiche, tra cui le raccolte complete del Journal des savants e delle Philosophical Transactions della Royal Society londinese. Le testate possedute sono 6.765, di cui 487 correnti

### Storia della Biblioteca
- Giuseppe Aliprandi, La Biblioteca universitaria di Padova, Padova, n. 10, novembre 1955, pp. 10-17.
- Angela Zanini, La Biblioteca universitaria, Città di Padova. Rivista del Comune. I, n. 3, 15 luglio 1961, pp. 54-55.
- Tiziana Pesenti Marangon, La biblioteca universitaria di Padova dalla sua istituzione alla fine della Repubblica veneta (1629-1797), Padova, Antenore, 1979.
- Fondi antichi della Biblioteca universitaria di Padova. Mostra di manoscritti e libri a stampa in occasione del 350º anniversario di fondazione. 9-18 dicembre 1979, Padova, Tip. La Garangola, 1979
- Tiziana Pesenti, Le biblioteche del Santo e la biblioteca universitaria di Padova nei secoli 17.-19. note storiche e bibliologiche, Padova, Centro studi antoniani, 1981.
- Valeria Morato, Guida breve della Biblioteca universitaria di Padova, Padova, Biblioteca universitaria, 1997.
- Lavinia Prosdocimi, Il rinnovamento della biblioteca universitaria tra la fine dell'antico regime e l'età napoleonica, in Istituzioni culturali, scienza, insegnamento nel Veneto dall'età delle riforme alla restaurazione, 1761-1818. Atti del Convegno, Padova 28-29 maggio 1998, a cura di L. Sitran Rea, Trieste, LINT, 2000.

### Fondi
- Catalogo dei periodici della Biblioteca Universitaria di Padova. [A cura di] Sante Rossetto, Lia Cavaliere. Firenze, Olschki, 1978
- Fondi antichi della Biblioteca Universitaria di Padova. Mostra di manoscritti e libri a stampa in occasione del 350º anniversario della fondazione. Padova, Biblioteca Universitaria di Padova, 9-18 Dicembre 1979. Padova, Biblioteca Universitaria di Padova, 1979.
- Il «Catalogo di libri» di Giambattista Morgagni. Edizione del testo e identificazione degli esemplari posseduti dalla Biblioteca Universitaria di Padova. A cura di Elisabetta Barile e Rosalba Suriano. Studio introduttivo di Giuseppe Ongaro, Trieste - Padova, Edizioni LINT, Centro per la Storia dell'Università di Padova, Biblioteca Universitaria di Padova, 1983.
- Un fondo di edizioni giuridiche dei secoli XV-XVII: il «Dono Selvatico». Catalogo a cura di Gilda Mantovani. Roma - Padova, Istituto Poligrafico e Zecca dello Stato, Biblioteca Universitaria di Padova, 1984.
- I libri di Botanica appartenuti a Felice Viali (1638-1722), prefetto dell'Orto e lettore dei semplici nello Studio di Padova. Mostra delle incisioni. Padova, Biblioteca Universitaria di Padova, Novembre 1985. Catalogo a cura di Paolo Maggiolo e Silvana Vio. Roma - Padova, Istituto Poligrafico e Zecca dello stato, Biblioteca Universitaria di Padova, 1985.
- R.C. Lewanski, G. Mantovani, «Bibliotheca nationis Polonae». Libri e donatori (sec. XVII-XVIII) in Quaderni per la storia dell'Università di Padova, 22-23, 1989-1990, pp. 173–219.
- I periodici dell'ancien régime (secoli XVII-XVIII). Catalogo a cura di Lia Cavaliere e Paolo Maggiolo, Padova, Biblioteca Universitaria di Padova, 1989.
- Libri ebraici dei secoli 16.-19. nella Biblioteca universitaria di Padova Ministero per i beni e le attività culturali, catalogo a cura di Giuliano Tamani. [Padova], Programma, 2005.
- Libri armeni dei secoli XVI -XIX nella Biblioteca Universitaria di Padova. Catalogo a cura di Benedetta Contin, Padova, Biblioteca Universitaria di Padova, 2008.
- Navi del Settecento nei disegni della Biblioteca Universitaria di Padova, Padova, Ministero per i beni e le attività culturali. Biblioteca Universitaria di Padova, 2007.
- Un tesoro nascosto. Incunaboli decorati della Biblioteca Universitaria di Padova, a cura di S. Villani, Padova, Ministero per i beni e le attività culturali. Biblioteca Universitaria di Padova, 2007.
- I frammenti musicali padovani tra Santa Giustina e la diffusione della musica in Europa. Giornata di studio. Padova, Abbazia di S.Giustina-Biblioteca Universitaria 15 giugno 2006. Atti a cura di F. Facchin e P. Gnan, Padova, Biblioteca Universitaria di Padova, 2011.
- Splendore nella Regola. Codici miniati da monasteri e conventi nella Biblioteca Universitaria di Padova, a cura di F. Toniolo e P. Gnan, Padova 2011.
- La bellezza nei libri. Cultura e devozione nei manoscritti miniati della Biblioteca Universitaria di Padova. Progetto e coordinamento scientifico [di] F. Toniolo, L. Prosdocimi, N. Giovè Marchioli, P. Gnan; cura del catalogo [di] C. Ponchia, Padova 2017.
- Carla Lestani, Il fondo Marsili nella Biblioteca Universitaria di Padova, Milano, Franco Angeli, 2020 ISBN 978-88-351-0608-1.
- Tra Oriente e Occidente. Dotti bizantini e studenti greci nel Rinascimento padovano. Catalogo della mostra tenutasi presso i Musei Civici di Padova in occasione del 24. Congresso internazionale di Studi bizantini (Venezia-Padova, 22-27 agosto 2022), a cura di N. Zorzi e Ciro Giacomelli, Padova, Padova University Press, 2022 ISBN 9788869383083

### Edificio
- Daniele Donghi, Manuale dell'architetto, 2.14: La composizione architettonica: distribuzione; Biblioteche ed archivi (...), Torino, UTET, 1930